# 1360
| [ Edytuj tabelę ]                          |                                                                                                   |
| Król Polski                                | - 1333 Kazimierz III Wielki 1370                                                                  |
| Król Albanii                               | - 1332 Robert 1364                                                                                |
| Współksiążęta Andory                       | - 1351 Hug Desbac 1361 - 1343 Gaston III 1391                                                     |
| Król Anglii                                | - 1327 Edward III 1377                                                                            |
| Król Aragonii i Walencji, hrabia Barcelony | - 1336 Piotr IV Aragoński 1387                                                                    |
| Władca Azteków                             | - 1325 Tenoch 1376                                                                                |
| Elektor Brandenburgii                      | - 1356 Ludwik VI Rzymianin 1365                                                                   |
| Książę Bawarii                             | - 1347 Stefan II 1375                                                                             |
| Książę Burgundii                           | - 1349 Filip I z Rouvres 1361                                                                     |
| Cesarz Bizancjum                           | - 1355 Jan V Paleolog 1376                                                                        |
| Car Bułgarii                               | - 1331 Iwan Aleksander 1371 - 1356 Iwan Stracimir 1396                                            |
| Cesarz Chin                                | - 1333 Huizong 1368                                                                               |
| Król Cypru                                 | - 1359 Piotr I 1369                                                                               |
| Król Czech                                 | - 1346 Karol IV Luksemburski 1378                                                                 |
| Król Danii                                 | - 1340 Waldemar Atterdag 1376                                                                     |
| Władca Egiptu                              | - 1354 An-Nasir Hasan 1361                                                                        |
| Cesarz Etiopii                             | - 1344 Nyuaje Krystos 1372                                                                        |
| Król Francji                               | - 1350 Jan II Dobry 1364                                                                          |
| Król Gruzji                                | - 1346 Dawid IX 1360 - 1360 Bagrat V Wielki 1393                                                  |
| Hrabia Holandii                            | - 1358 Albert 1404                                                                                |
| Cesarz Japonii                             | - 1339 Go-Murakami 1368                                                                           |
| Kalif                                      | - 1352 Al-Mu’tadid I 1362                                                                         |
| Król Kastylii i Leónu                      | - 1350 Piotr I Okrutny 1369                                                                       |
| Patriarcha Konstantynopola                 | - 1355 Kalikst I 1363                                                                             |
| Władca Korei                               | - 1351 Kongmin 1374                                                                               |
| Wielki książę litewski                     | - 1345 Olgierd 1377                                                                               |
| Cesarz Majapahitu                          | - 1350 Hajam Wuruk 1389                                                                           |
| Sułtan Maroka                              | - 1359 Ali II 1361                                                                                |
| Książę Mediolanu                           | - 1354 Galeazzo II 1378 - 1354 Bernabò 1385                                                       |
| Wielki książę moskiewski                   | - 1359 Dymitr Doński 1389                                                                         |
| Król Nawarry                               | - 1349 Karol II Zły 1387                                                                          |
| Król Norwegii                              | - 1343 Haakon VI Magnusson 1380                                                                   |
| Elektor Palatynatu                         | - 1356 Ruprecht I 1390                                                                            |
| Papież                                     | - 1352 Innocenty VI 1362                                                                          |
| Król Portugalii                            | - 1357 Piotr I 1367                                                                               |
| Cesarz Rzymski (niemiecki)                 | - 1346 Karol IV Luksemburski 1378                                                                 |
| Kapitanowie Regenci San Marino             | - 1360 Ciapetta di Novello Nino di Simonino 1360 - 1360 Foschino Calcigni Giovanni di Bianco 1360 |
| Car Serbii                                 | - 1355 Stefan Urosz V Nijaki 1371                                                                 |
| Elektor Saksonii                           | - 1356 Rudolf II Askańczyk 1370                                                                   |
| Król Szkocji                               | - 1329 Dawid II Bruce 1371                                                                        |
| Król Szwecji                               | - 1319 Magnus Eriksson 1363                                                                       |
| Król Tajlandii                             | - 1350 Ramathibodi I 1369                                                                         |
| Sułtan Turków                              | - 1324 Orchan 1360 - 1360 Murad I 1389                                                            |
| Doża Wenecji                               | - 1356 Giovanni Delfino 1361                                                                      |
| Król Węgier                                | - 1342 Ludwik Andegaweński 1382                                                                   |
| Wielki mistrz zakonu krzyżackiego          | - 1351 Winrich von Kniprode 1382                                                                  |

Rok 1360 / MCCCLX
stulecia: XIII wiek ~
XIV wiek ~
XV wiek

lata: 1350 «
1355 «
1356 «
1357 «
1358 «
1359 «
1360
» 1361
» 1362
» 1363
» 1364
» 1365
» 1370

## Wydarzenia w Polsce
- 20 kwietnia – Kazimierz III Wielki nadał Sępólnie Krajeńskiemu prawa miejskie
- 26 lipca – Karol IV Luksemburski przyrzekł Kazimierzowi III Wielkiemu nie podejmować starań o zmianę przynależności metropolitalnej biskupstwa wrocławskiego.
- 15 grudnia – książę opawsko-raciborski Mikołaj II opawski nadał Mysłowiczyznę szlachcicowi Ottonowi z Pilicy herbu Toporczyk.
- Wybuch epidemii w Krakowie.

## Wydarzenia na świecie
- 8 maja – wojna stuletnia: podpisano francusko-angielski traktat w Brétigny ustalający warunki uwolnienia króla Jana II Dobrego, który został wzięty do angielskiej niewoli w bitwie pod Poitiers w 1356 roku oraz prawne usankcjonowanie ziemskich nabytków angielskich zdobytych w czasie dotychczasowych działań wojennych.
- 24 października – wojna stuletnia: ratyfikowano francusko-angielski Traktat w Brétigny, kończący pierwszą fazę wojny.
- 5 grudnia – wszedł do obiegu frank francuski.
- Upadek Adrianopola; Turcy wkroczyli na Bałkany.

## Urodzili się
- 31 marca – Filipa Lancaster, królowa Portugalii jako żona króla Jana I (zm. 1415)
- data dzienna nieznana:
  - Łucja z Caltagirone, włoska franciszkanika, błogosławiona katolicka (zm. 1400)
  - Ulrich von Jungingen – wielki mistrz Zakonu Szpitala Najświętszej Marii Panny Domu Niemieckiego (zm. 1410)

## Zmarli
- 29 września – Joanna z Owernii, królowa Francji jako druga żona króla Jana II Dobrego (ur. 1326)
- 4 października – Mikołaj Wierzynek (starszy), kupiec, patrycjusz i bankier, pochodzenia najprawdopodobniej niemieckiego (ur. ? )